# Chamalières-sur-Loire
Chamalières-sur-Loire – miejscowość i gmina we Francji, w regionie Owernia-Rodan-Alpy, w departamencie Górna Loara.
Według danych na rok 1990 gminę zamieszkiwało 385 osób, a gęstość zaludnienia wynosiła 29 osób/km² (wśród 1310 gmin Owernii Chamalières-sur-Loire plasuje się na 482. miejscu pod względem liczby ludności, natomiast pod względem powierzchni na miejscu 690.).